# Пугачово (Краснознаменський район)
Пугачово (рос. Пугачёво) — селище Краснознаменського району, Калінінградської області Росії. Входить до складу Краснознаменського міського округу.
Населення —  31 особа (2015 рік). 

## Населення
| 2002 | 2010 |
| ---- | ---- |
| 36   | ↘31  |